# Viktoria Rebensburg
Viktoria Rebensburg (Kreuth, 4 de octubre de 1989) es una deportista alemana que compitió en esquí alpino; campeona olímpica en Vancouver 2010.

## Trayectoria
Participó en tres Juegos Olímpicos de Invierno, obteniendo dos medallas, oro en Vancouver 2010 y bronce en Sochi 2014, ambas en la prueba de eslalon gigante, y el cuarto lugar en Pyeongchang 2018, en la misma prueba.
Ganó dos medallas de plata en el Campeonato Mundial de Esquí Alpino, en los años 2015 y 2019. En la Copa del Mundo consiguió diecinueve victorias y 49 podios en total.
Fue galardonada con la Silbernes Lorbeerblatt en 2014.

## Palmarés internacional
| Juegos Olímpicos   | Juegos Olímpicos                   | Juegos Olímpicos  | Juegos Olímpicos |
| Año                | Lugar                              | Medalla           | Prueba           |
| ------------------ | ---------------------------------- | ----------------- | ---------------- |
| 2010               | Vancouver (Canadá)                 | Medalla de oro    | Eslalon gigante  |
| 2014               | Sochi (Rusia)                      | Medalla de bronce | Eslalon gigante  |
| Campeonato Mundial |                                    |                   |                  |
| Año                | Lugar                              | Medalla           | Prueba           |
| 2015               | Vail/Beaver Creek (Estados Unidos) | Medalla de plata  | Eslalon gigante  |
| 2019               | Åre (Suecia)                       | Medalla de plata  | Eslalon gigante  |